# 天門一
天门一（室女座53，53 Vir）是室女座的一颗恒星，视星等为5.04，距离地球约111光年。